# 比利时人列表
比利时人按职业分类，可以从以下各列表中查询。
- 比利时君主列表
- 比利时艺术家列表（英语：List of Belgian artists）
- 比利时演员列表（英语：List of Belgian actors）
- 比利时作家列表（英语：List of Belgian writers）
  - 比利时小说家列表（英语：List of Belgian novelists）
- 比利时建筑家列表（英语：List of Belgian architects）
- 比利时画家列表（英语：List of Belgian painters）
- 比利时作曲家列表（英语：List of Belgian composers）
- 比利时哲学家列表（英语：List of Belgian philosophers）
- 比利时雕刻家列表（英语：List of Belgian sculptors）
- 比利时电影导演列表（英语：List of Belgian film directors）
- 比利时裔美国人列表（英语：List of Belgian Americans）

|  | 本条目是人物相关列表索引。 |